# WKC Stahl- und Metallwarenfabrik
WKC Stahl- und Metallwarenfabrik ("Fábrica de Acero y Metalúrgica WKC"), antiguamente Weyersberg, Kirschbaum & Cie., es un fabricante de espadas con sede en Solingen, Alemania.
La compañía fue fundada en 1883 con la fusión de dos de los mayores fabricantes de espadas de Solingen, Weyersberg y Kirschbaum. En 1900 la compañía era la más grande de Solingen, empleando a 1200 trabajadores. WKC utiliza el forjado a mano tradicional es sus procesos de producción. Es la proveedora de espadas ceremoniales de más de 50 ejércitos, academias militares y fuerzas policiales alrededor del mundo. También fabrican Katanas japonesas usando el tradicional forjado a mano.

## Historia
Weyersberg, Kirschbaum, and Cie. fue fundada en 1883 con la fusión de dos compañías familiares fabricantes de espadas en Solingen, Alemania: Gebruder Weyersberg, fundada por Wilhem, Peter y Johann Ludwig Weyersberg en 1787 y WR Kirschbaum & Cie, fundada por Wilhelm Reinhordt Kirschbaum. La nueva compañía usó técnicas tradicionales para fabricar espadas, y cada uno de sus empleados se especializó en una tarea en el proceso de fabricación de espadas. Esto estaba de acuerdo con el Acta de División del Trabajo del gremio de los fabricantes de espadas de Soligen.
Antes de la fusión, Fritz Weyersberg había comprado la patente para la forja por laminado inventada en Inglaterra. Esta máquina permitía incrementar significativamente la producción de hojas. Para 1900 la producción de WKC era tal que empleaba a 1200 operarios y era la compañía más grande de Solingen. En ese entonces no sólo producía espadas, sino también piezas para armas, motocicletas y bicicletas.
En el año 1922, WKC fue comprada por la compañía "Siegen Solinger Gussstahlverein" que había sido una proveedora suya. La compañía continuó floreciendo hasta la Gran Depresión. Durante este tiempo, como la mayoría de las compañías en Alemania, WKC sufrió mucho y empeoró, ya que durante la Segunda Guerra Mundial, la compañía era un objetivo del bombardeo de los Aliados. Estos bombardeos dieron como resultado la destrucción de casi todos los edificios y equipos propiedad de la compañía, por lo que cesaron todas sus operaciones.
En 1955 la compañía cambió de manos otra vez, siendo comprada por Hans Kolping, un fabricante de cuchillos de Solingen. Kolping relanzó la compañía, fabricando espadas, cuchillos y pistolas. Poco después cesó la producción de pistolas y se concentró en la producción de espadas ceremoniales por lo que estableció su propia planta de grabado de metales. Los primeros pedidos de la compañía llegaron de la Armada de los Estados Unidos y el Cuerpo de Marines de los Estados Unidos.
Hans Kolping murió en 1989 y dejó la compañía a su esposa, Margard Willms. Poco después, la empresa cambió de dueño y Joachim Willms realizó grandes inversiones en los edificios y el equipamiento para hacer crecer aún más la compañía. En 1995 André Willms, el actual propietario, se unió a la compañía.
En noviembre de 2005 cerró la planta Wilkinson Sword de Londres. Para facilitar la producción de espadas ceremoniales británicas, Wilkinson realizó una oferta sellada por sus activos. WKC participó y adquirió la mayoría de las herramientas, piezas de repuesto y su forja de laminado. Estos artículos fueron transportados a Alemania e implementados en el proceso de producción de WKC. Esto permitió a la compañía producir una mayor cantidad de tipos de espadas y abastecer a más países.
WKC ganó el contrato para producir las espadas modelo 2011 para los cadetes de West Point en la Academia Militar de los Estados Unidos.

## Gestión
En 2001 André Willms obtuvo En 2001, André Willms se hizo con la propiedad mayoritaria de WKC de su padre, Ernst Joachim Willms. Él es el actual Director Gerente de la compañía.